# Paperino inventore
Paperino inventore (The Plastics Inventor) è un film del 1944 diretto da Jack King. È un cortometraggio animato della serie Donald Duck, prodotto dalla Walt Disney Productions e uscito negli Stati Uniti il 1º settembre 1944, distribuito dalla RKO Radio Pictures.

## Trama
Seguendo per radio le istruzioni del professor Butterfield, Paperino costruisce pezzo per pezzo un aereo fatto completamente di plastica. Mentre Paperino vola entusiasta con il suo nuovo aereo, il professore dice alla radio che quell'aereo ha però un difetto: si scioglie a contatto con l'acqua. In quel momento inizia a piovere e, nonostante i rocamboleschi tentativi di Paperino di tenerlo insieme, l'aereo si scioglie. Il papero precipita quindi a terra, salvandosi perché la plastica fusa assume provvidenzialmente la forma di un paracadute. Paperino, infuriato, bagna la radio mentre il professore sta ancora parlando, sciogliendola a sua volta.

## Distribuzione

### Edizioni home video

#### VHS
- 50 anni folli di Paperino (gennaio 1987)
- Paperino & Co. - Professione buonumore (aprile 2001)

#### DVD
Il cortometraggio è incluso nel DVD Walt Disney Treasures: Semplicemente Paperino - Vol. 2.